# Brookhaven (Georgia)
Brookhaven ist eine Stadt im DeKalb County im US-Bundesstaat Georgia mit 55.161 Einwohnern (Stand: Volkszählung 2020). Sie befindet sich im nordöstlich von Atlanta und ist Teil der Metropolregion Atlanta. So verbindet der Metropolitan Atlanta Rapid Transit Authority die Stadt mit Atlanta. 

## Geschichte
Der erste dauerhafte europäische Siedler in Brookhaven war John Evins, der um 1810 eine Plantage gründete. 1867 erhielt die Region eine Eisenbahnverbindung und erste Siedlungen entstanden. Die Einwohner von Atlanta begannen um 1900 mit dem Bau von Sommerhäuschen in der Gegend. 1924 erfolgte schließlich die erste Stadtgründung unter dem Namen North Atlanta. Im Jahr 1963 baten die Verantwortlichen von North Atlanta die Legislative des Bundesstaates, ein Referendum über eine neue Stadtverfassung zuzulassen. Die Legislative stimmte zu, fügte aber auch eine zusätzliche Option in das Referendum ein: die Auflösung der Stadt. Die Mehrheit der Wähler entschied sich für die Auflösung der Stadt, und die Siedlung wurde daraufhin von dem DeKalb County verwaltet.  Von den 1950er bis zu den 1970er Jahren fand in Brookhaven eine umfangreiche gewerbliche und wohnwirtschaftliche Entwicklung statt, die dazu führte, dass das Gebiet bis 1980 weitgehend bebaut war.
Die Idee, Brookhaven als Stadt neu zu gründen, wurde 2007 erneut aufgeworfen, mit dem Ziel, die lokale Kontrolle über Planung, Zoneneinteilung, Landnutzung, Polizei, Feuerschutz sowie Parks und Erholung zu sichern, anstatt diese Fragen von Decatur aus entscheiden zu lassen. 2012 fand schließlich ein Referendum statt, bei dem 55 % der Einwohner der erneuten Stadtgründung zustimmten. Im Dezember desselben Jahres wurde J. Max Davis zum ersten Bürgermeister der Stadt gewählt.

## Demografie
Nach der Einer Schätzung von 2019 leben in Brookhaven 55.554 Menschen. Die Bevölkerung teilt sich auf in 70,1 % Weiße, 11,3 % Afroamerikaner, 4,1 % Personen indianischer Abstammung, 5,8 % Asiaten und 3,1 % mit zwei oder mehr Ethnizitäten. Hispanics oder Latinos aller Ethnien machten 22,4 % der Bevölkerung von Brookhaven aus.
| Jahr | Einwohner¹ |
| ---- | ---------- |
| 1980 | 30.521     |
| 1990 | 27.812     |
| 2000 | 38.579     |
| 2010 | 40.456     |
| 2020 | 55.161     |

¹ 1980 – 2020: Volkszählungsergebnisse

## Bildung
Zu den Hochschulen und Universitäten in Brookhaven gehören die Oglethorpe University sowie der Brookhavener Satellitencampus der Georgia State University für das Robinson College of Business MBA program. Beide befinden sich an der Peachtree Road.

## Wirtschaft
Aufgrund der Nähe zur wirtschaftlich dynamischen Metropole Atlanta entstehen in Brookhaven neue Gewerbegebiete und es gibt viele neue Immobilienprojekte.

## Galerie

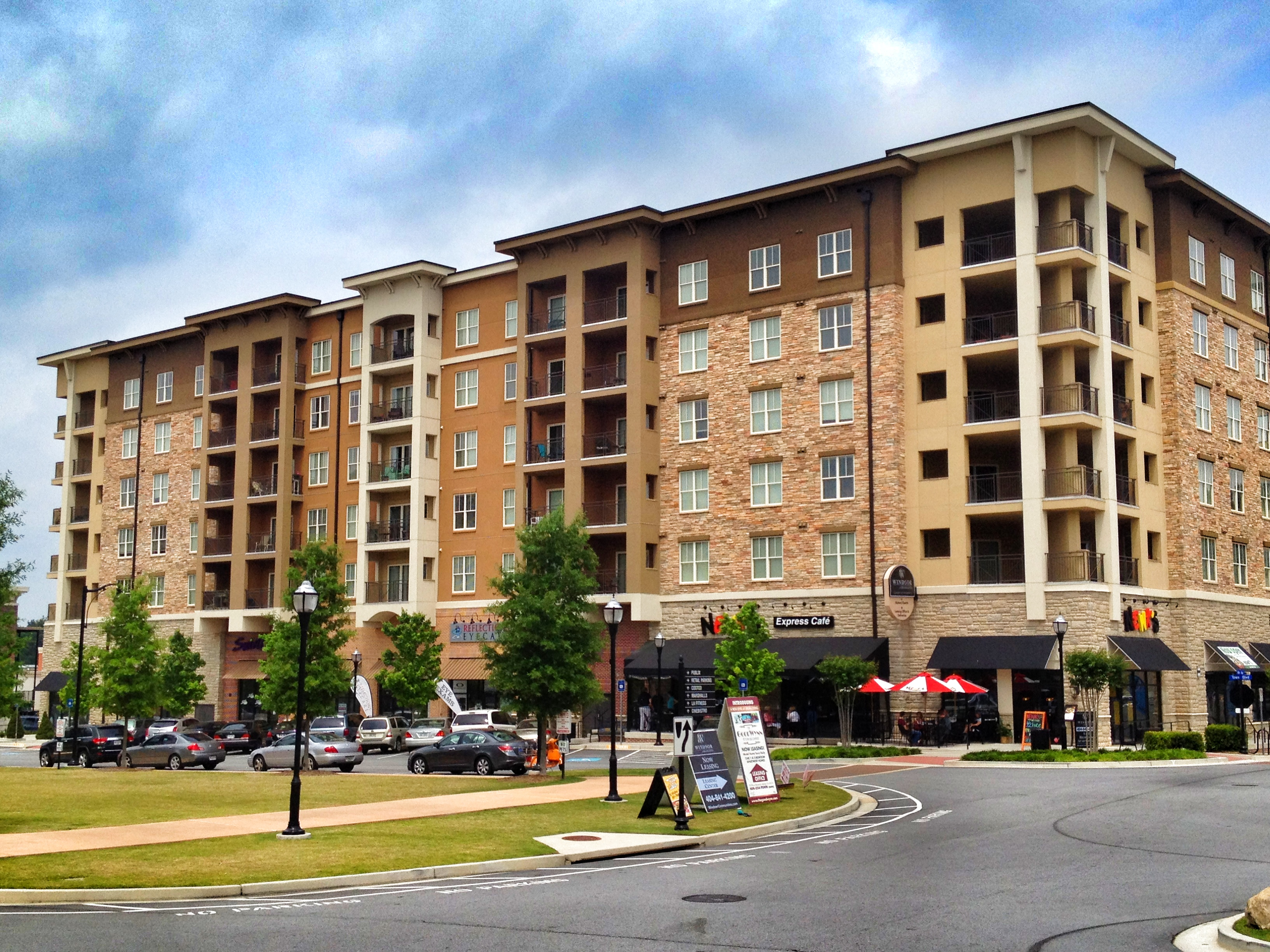
Town Brookhaven
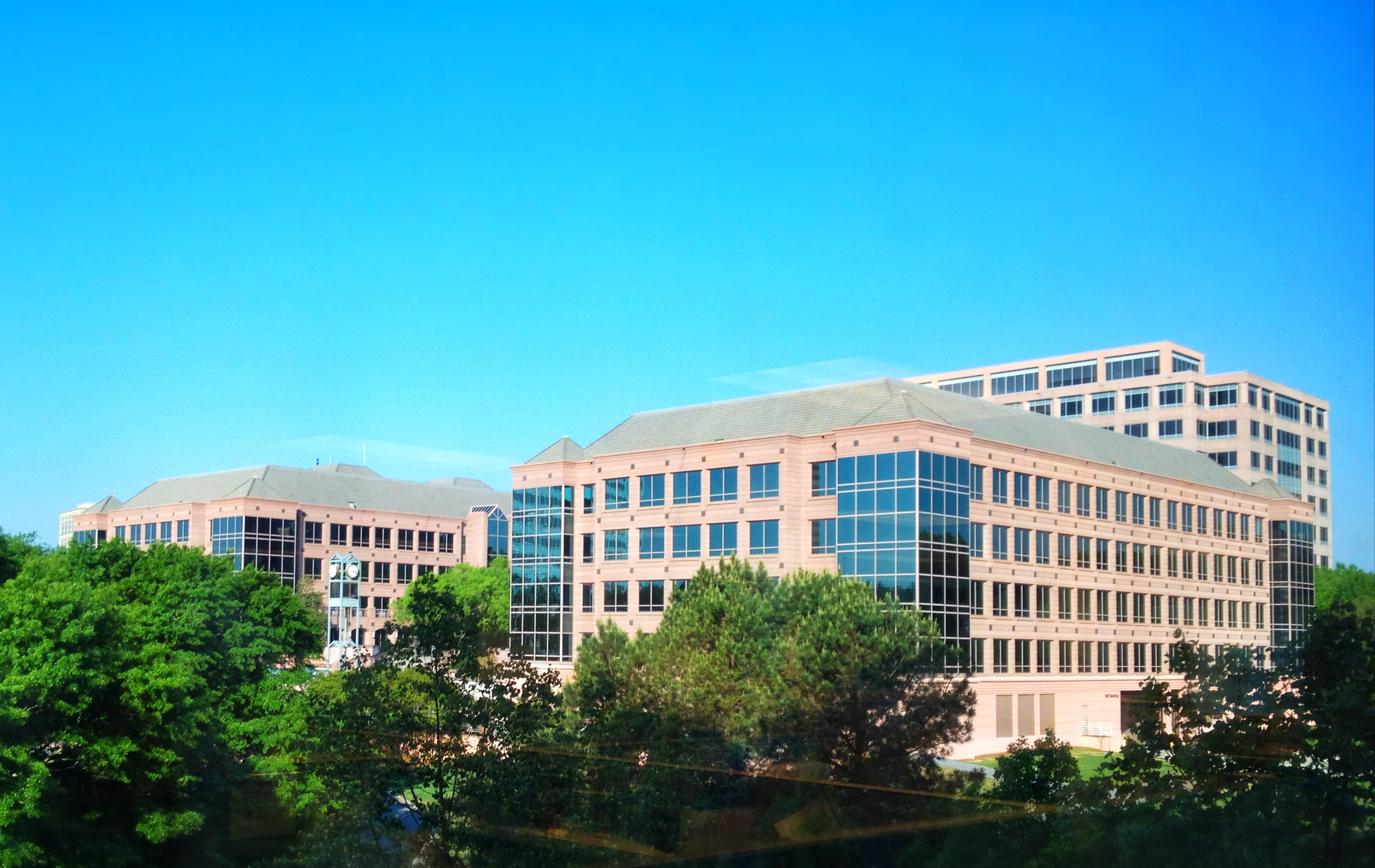
AT&T Zentrum
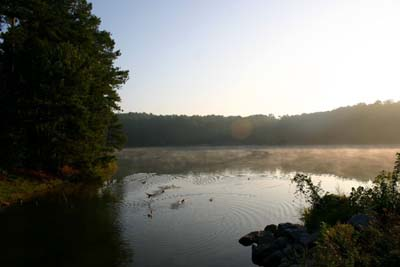
Stadtpark
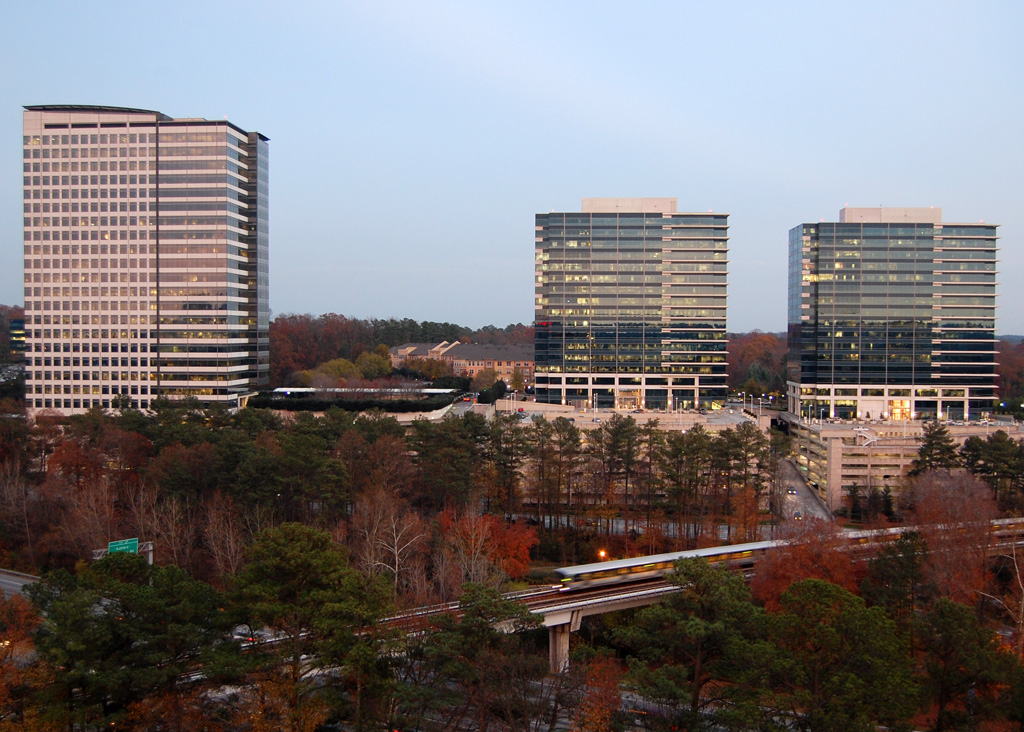
Gewerbegebiet
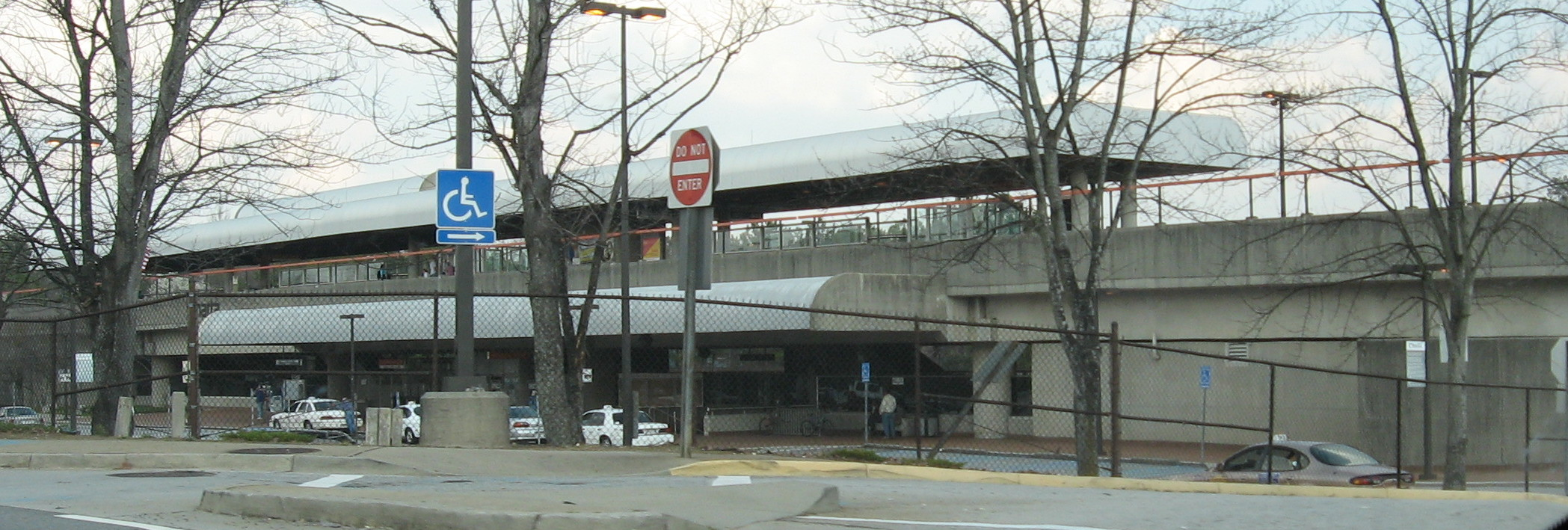
Bahnstation